# Chapelle Saint-Julien (Limerzel)
Pour les articles homonymes, voir Chapelle Saint-Julien.
La chapelle Saint-Julien est un édifice située à Limerzel au lieu-dit du Temple de Haut, dans le département du Morbihan, en Bretagne.

## Onomastique
Le nom de Limerzel apparaît la première fois en 1272 dans le cartulaire de l'abbaye Notre-Dame de Prières sur la commune de Billiers. Du breton His merzer qui signifie le « lieu du Martyre ».

## Historique
L'ordre du Temple y fit construire deux maisons : 
- Le Temple-de-Bas ou Vieil Temple était une chapelle dédiée à sainte Marie-Madeleine, située à deux kilomètres au sud-est du bourg. Vers 1750, elle était en ruine et fut démolie vers 1800.

- Le Temple-de-Haut ou Temple Neuf était situé à trois kilomètres et demi au nord-ouest du bourg sur un tertre élevé au-dessus de la route de Kerjabin et Kerdoret. Il reste une chapelle anciennement dédiée à saint Jean-Baptiste. Elle disposait d'un cimetière. L'édifice est rectangulaire avec un pignon est ou chevet plat percé d'une fenêtre ogivale à meneaux en trilobes surmontés d'un quadrilobe. Il y a six contreforts d'angle en pierre de taille. Au milieu de la façade sud, la porte en arc brisé est surmontée d'une croix latine gravée dans l'enduit. La façade ouest est dotée d'un clocheton en pierre de taille disposant d'une cloche. Le toit est couvert en ardoise. Ses ornements intérieurs, vitraux et sculptures datent au moins du XVIIe siècle. Après avoir appartenu aux Hospitaliers de l'ordre de Saint-Jean de Jérusalem, elle est devenue une chapelle paroissiale consacrée à saint Julien.

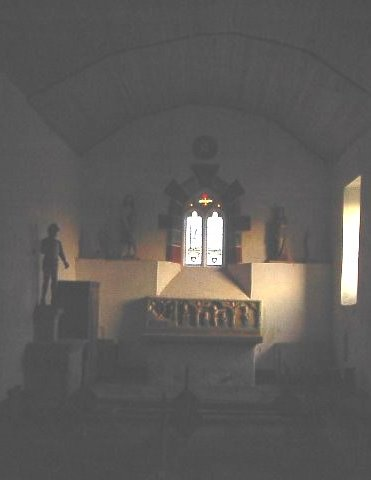
Vue intérieure de la chapelle
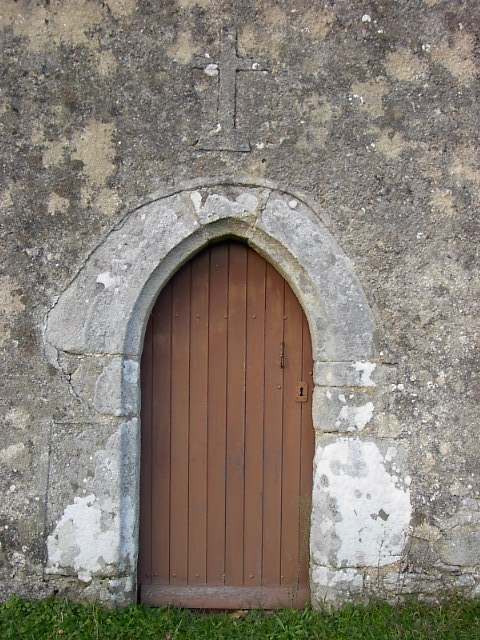
Porte sud de la chapelle
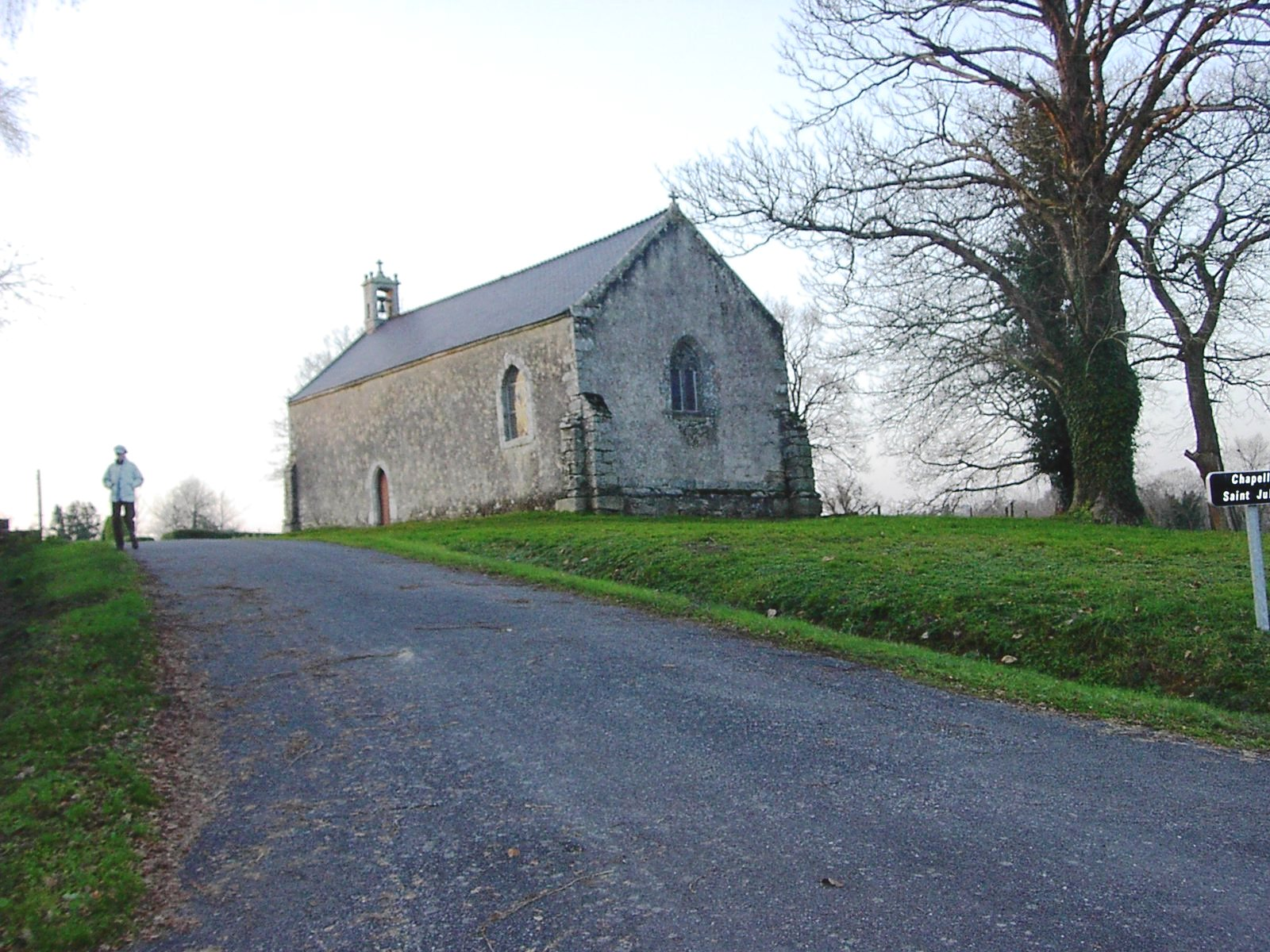
Vue arrière de la chapelle

## État
Le Temple-de-Haut : le monument est en bon état de conservation.